# جون جيه مورجان
جون جيه مورجان (بالإنجليزية: John J. Morgan)‏ (و. 1770 – 1849 م) هو سياسي من الولايات المتحدة الأمريكية ولد في كوينز.